# Gheorghe Bănciulescu

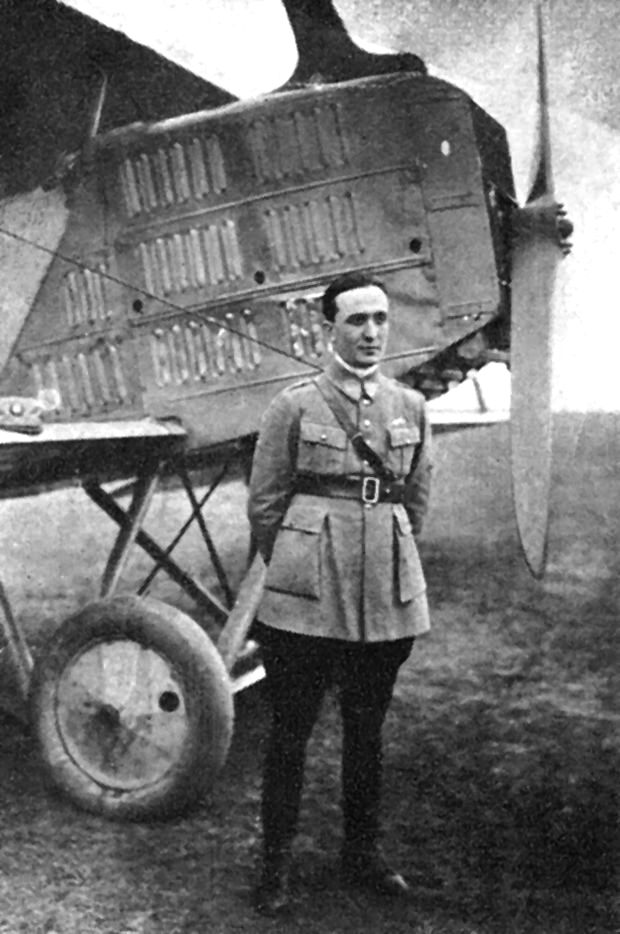
Gheorghe Bănciulescu în anul 1925

Gheorghe Bănciulescu (n. 28 decembrie 1898, Iași, România – d. 12 aprilie 1935, Cairo, Egipt) a fost un pilot român, cunoscut datorită faptului că a fost prima persoană care a pilotat un avion având proteze în loc de picioare.

## Biografie
Fiul unui ofițer de infanterie, a urmat Liceul militar din Iași, apoi Școala de infanterie de la Botoșani. La 19 ani, având gradul de sublocotenent, s-a aflat în focul luptelor de la Jiu, Nămoloasa, Corbu și Mărășești, din plutonul comandat de el la Mărășești rămânând în viață doar șase soldați. Luptele aeriene pe care le-a urmărit în timpul războiului l-au făcut să-și descopere vocația zborului. Cu toate intervențiile de pe lângă medicii militari făcute de tatăl său pentru a-l ocroti de înrolarea în aviație, întâlnirea cu pilotul Nicolae Tănase, trecut prin urgiile războiului, a fost decisivă. “Nu știu ce va ieși din tine, dar o primă condiție e să iubești zborul! Te iau pe garanția mea. Te fac pilot!”, i-a spus acesta. În 1919, locotenentul Bănciulescu s-a ridicat pentru prima dată singur la manșa unui “Nieuport”.
La 12 septembrie 1926, având rangul de căpitan, împreună cu mecanicul Ion Stoica, la bordul unui Potez-XXV, pus la dispoziție de compania francoromână de transport aerian, a decolat de pe aeroportul Le Bourget cu destinația București, pentru obținerea unui record de viteză. După parcurgerea unei distanțe de 1000 km într-un timp prin care, în mod evident, se stabilea un nou record, deasupra orașului Linz, cerul a fost învăluit de ceață și cu toate eforturile de a urca la o altitudine mai mare, avionul s-a izbit de o creastă a muntelui și s-a prăbușit (la Visoka Hole-Podisul inalt, Cehoslovacia). Mecanicul Ion Stoica a fost strivit de motor și a murit în drum spre spital, iar lui Bănciulescu i-au fost amputate picioarele datorită unei hemoragii care putea să-i fie fatală. După zile și nopți chinuitoare petrecute în spitalele din Cehoslovacia, România și Germania, după marele efort de a se obișnui cu mai multe rânduri de proteze, cu ajutorul comandantului său, Gheorghe Negrescu, și a prietenului Mihai Pantazi, dorința de a auzi zgomotul motoarelor de avion și de a pilota cu proteze i s-a îndeplinit.
Pentru prima oară în practica mondială, Gheorghe Bănciulescu cu picioarele amputate a condus un avion. Acest lucru s-a petrecut în iulie 1927, și pentru acest fapt, în octombrie același an, Louis Barthou, președintele Franței, a conferit căpitanului–aviator român „Ordinul Legiunea de Onoare cu grad de cavaler”. În primăvara anului 1928, a avut loc primul miting aerian pe Aerodromul Băneasa, unde mii de spectatori, printre care și soția sa, au urmărit acrobațiile lui aeriene. Cu acea ocazie a aflat că soțul său zboară din nou, cu toate că, înainte de miting îi promisese că nu se va mai urca niciodată în carlinga unui avion.
Raidurile aeriene de lungă durată au fost începute în 1933, la șase ani după tragicul accident din Visoka Hole. Primul, un raid de 8000 km prin Europa, în fiecare zi parcurgând mai bine de 1000 km. (în ziua a șaptea a zburat pe itinerariul Paris – Strasbourg – Nürnberg – Praga – Viena – Belgrad cu un avion românesc de tip SET-41). Ultimul raid al “comandorului cu baston” a făcut parte din misiunile aviației civile franceze de identificare și stabilire a traseelor aeriene deasupra continentului african.Pentru efectuarea acestor misiuni, la propunerea principelui Valentin Bibescu, a fost ales și Gheorghe Bănciulescu care, împreună cu telegrafistul și mecanicul, doi coechipieri experimentați, a primit cel mai modern avion francez, un Potez-9 AB cu două motoare. La 13 martie 1935, și-au luat zborul în lungul și temerarul raid pe ruta Paris – Marsilia – Napoli – Tunis – Tripoli - Bengazi – Cairo – Wadi Halfa – Khartoum – Al Fashir – Abéché – Fort-Lamy – Fort-Archambault – Bangui – Bangassou – Juba – Atbara – Cairo. Au avut de înfruntat o căldură pe cât de sufocantă, pe atât de epuizantă, și nisipul care, ridicat în trombă la mari înălțimi, ar fi putut să le distrugă motoarele. Cu toate că au depășit cu bine capcanele Africii și au aterizat la Cairo, Bănciulescu, extenuat de o gripă tropicală, cu febră și delir, n-a reușit să învingă boala și, chinuit și epuizat, s-a stins din viață la 12 aprilie 1935, la vârsta de numai 37 de ani.
Corpul său a fost adus în țară și înhumat la Cimitirul Bellu. A fost trecerea fulgerătoare în neființă a lui Gheorghe Bănciulescu, primul pilot din lume care a zburat cu proteze în loc de picioare. Al doilea pilot a fost DouglasBader, wing commander al RAF în cel de al doilea război mondial, urmat de  rusul Aleksei Petrovici Maresiev.

## Ion Stoica
Ion Stoica (n. 1897 Fofeldea – d. 12 septembrie 1926, Rýmařov) se formează ca mecanic de avion la Școala de Arte și Meserii din Galați, iar apoi absolvă Școala de Pilotaj. Se înrolează ca voluntar în Armata Română în timpul Primului Război Mondial, iar după încheierea acestuia este trimis în Franța, unde lucrează și se face remarcat la uzinele Lorraine-Dietrich din Paris. Decesul survine în accidentul aviatic de la Rýmařov.